# Dicranomyia cervina
Dicranomyia cervina là một loài ruồi trong họ Limoniidae. Chúng phân bố ở miền Tân bắc.